# Caesiumaurid
Caesiumaurid (CsAu) ist eine ionische Verbindung, die das ungewöhnliche Au− -Ion enthält. Sie wurde 1978 im Labor von Joseph J. Lagowski entdeckt.
Die Verbindung bildet sich beim Erhitzen einer stöchiometrischen Mischung aus Caesium und Gold; die beiden gelben Metalle ergeben ein klares Produkt. Die Lösung in flüssigem Ammoniak ist braun, während der Feststoff gelb aussieht; das Ammoniakaddukt ist dunkelblau. Obwohl die Verbindung aus zwei Metallen gebildet wird, hat sie keine metallischen Eigenschaften und ist stattdessen ionisch aufgebaut. Aus polaren Lösungsmitteln kann das Gold an der Anode abgeschieden werden. 

Die Verbindung reagiert heftig mit Wasser unter Bildung von Caesiumhydroxid, metallischem Gold und Wasserstoff. In flüssigem Ammoniak kann das Caesiumion durch Ionentauscher gegen das Tetramethylammonium-Ion ausgetauscht werden.